# Avouez, docteur Corda
Pour plus de détails, voir Fiche technique et Distribution.
Avouez, docteur Corda (titre original : Gestehen Sie, Dr. Corda!) est un film allemand réalisé par Josef von Báky sorti en 1958.

## Synopsis
Le docteur Fred Corda, homme marié, a une liaison avec l'infirmière Gabriele Montag. Elle voulait d'abord suivre un cours de langue le soir et ensuite fêter le carnaval avec ses collègues. Cependant, elle s'arrange pour rencontrer Corda pour une discussion. Comme l'heure de fermeture du médecin est retardée de manière inattendue, Gabriele doit attendre un moment au point de rendez-vous convenu dans la forêt. C'est alors qu'elle est la victime d'un meurtrier brutal qui la tue d'un coup de massette et traîne son corps sans vie au bord d'un ruisseau. Un peu plus tard, Corda retrouve le corps. Bien qu'il laisse des traces sur les lieux du crime et qu'un témoin l'ait vu près de la morte, il ne signale pas le meurtre à la police. Au lieu de cela, il va dans sa chambre à l'hôpital. Il garde également le silence avec son supérieur, le professeur Schliessmann, qui eut une conversation confidentielle avec Corda ce soir-là. Le médecin rentre ensuite chez lui avec sa femme Beate et sa petite fille Susi.
Le lendemain matin, la nouvelle se répand à l'hôpital que Sœur Gabriele a disparu sans laisser de trace. Dans le même temps, certaines infirmières rapportent qu'elles ont récemment été agressées sexuellement par un homme. La commission médicale avertit la police et entreprend de retrouver la personne disparue. Après avoir découvert son corps, l'inspecteur en chef Pohlhammer et l'inspecteur Guggitz mènent l'enquête. Avant même le premier interrogatoire de Corda, les policiers savent qu'il a eu une liaison avec la victime et qu'il était sur les lieux avant la police. Au cours de l'interrogatoire, Corda est confrontée à plusieurs indices et témoignages incriminants. Bien que le médecin ne fasse aucune confession, Pohlhammer et Guggitz sont certains : Corda est le meurtrier et le cric de sa voiture est l'outil du crime.
Alors que son mari est détenu, Beate Corda tente de se suicider. Les preuves accablantes et la publicité par la presse minent la résilience de toutes les personnes impliquées. Pourtant, il y a des gens qui croient Corda et veulent prouver son innocence. Il s'agit notamment de sa femme Beate, qui lui a rapidement pardonné sa relation, et de son père, qui a engagé le célèbre avocat maître Nagel en tant qu'avocat de la défense et l'ancien major de police Juch en tant que détective. D'autres, comme l'ancien ami de Corda, le Dr. Shimmer, se détournent pendant l'incarcération prolongée de Corda.
Après un certain temps, le détective Juch peut arrêter un homme qui est connu comme un coureur de jupons, mais qui s'avère finalement être un exhibitionniste inoffensif. L'avocat de la défense Nagel réussit mieux ses investigations. Deux experts chargés de l'affaire peuvent déterminer que le rapport d'autopsie est incorrect et que le cric de voiture de Corda ne peut pas être l'arme du crime. Néanmoins, il n'est pas possible d'obtenir une libération de prison. En désespoir de cause, Corda et sa femme Beate sont proches d'une dépression nerveuse. Le crime est étonnamment résolu. Un autre meurtre survient dans les mêmes circonstances. L'agresseur est arrêté et avoue immédiatement. Le docteur Corda est libre et retourne dans sa famille.

## Fiche technique
- Titre : Avouez, docteur Corda
- Titre original : Gestehen Sie, Dr. Corda!
- Réalisation : Josef von Báky assisté d'Ottokar Runze
- Scénario : Robert A. Stemmle
- Musique : Georg Haentzschel
- Direction artistique : Erich Kettelhut, Helmut Nentwig
- Costumes : Ursula Stutz
- Photographie : Göran Strindberg
- Son : Erwin Schänzle
- Montage : Walter Wischniewsky
- Production : Artur Brauner
- Société de production : CCC-Film
- Société de distribution : Europa-Filmverleih AG
- Pays d'origine :  Allemagne de l'Ouest
- Langue : allemand
- Format : Noir et blanc - 1,66:1 - Mono - 35 mm
- Genre : Policier
- Durée : 98 minutes
- Dates de sortie :
  -  Allemagne de l'Ouest : 22 mai 1958.
  -  Finlande : 10 juillet 1959.
  -  Suède : 27 juillet 1959.
  -  Danemark : 21 septembre 1959.
  -  France : 22 juin 1960[1].
  -  États-Unis : 23 octobre 1960.
  -  Mexique : 17 novembre 1960.
  -  Argentine : 22 février 1962.

## Distribution
- Hardy Krüger : Dr. Fred Corda
- Elisabeth Müller : Beate Corda
- Hans Nielsen : Maître Nagel, avocat de la défense
- Fritz Tillmann : Pohlhammer, inspecteur en chef
- Siegfried Lowitz : Guggitz, inspecteur
- Rudolf Fernau : Professeur Schliessmann, médecin-chef
- Lucie Mannheim : Bieringer, gouvernante
- Eva Pflug : Gabriele Montag, infirmière
- Lore Hartling : Sœur Antonia
- Paul Edwin Roth (de) : Dr. Schimmer, ami de Corda
- Ernst Sattler (de) : le père du docteur Corda
- Jochen Blume : Le juge d'instruction
- Roma Bahn : une ancienne infirmière
- Werner Buttler : Dr. Feldmacher
- Emmy Burg (de) : La matrone
- Alfred Balthoff (de) : Juch, détective
- Hans Binner : l'assassin
- Maria Krasna (de) : la femme dans le costume de Carmen
- Albert Bessler : Dr. Dollheubel
- Reinhard Kolldehoff : Kerndl, le détective criminel
- Georg Gütlich (de) : Dr. Gruber, le médecin légiste
- Siegrid Hackenberg (de) : Sœur Emerentia
- Ursula Höflich : Sœur Veronika
- Barbara Wieczik : Susi, la fille des Corda
- Gerd Bender : L'homme au nez en carton
- Marianne Prenzel (de) : Une infirmière
- Elfie Dugal (de) : Une infirmière
- Monika Peitsch (de) : Une infirmière
- Harry Wüstenhagen (de) : Un codétenu

## Production
Le scénario de R.A. Stemml est d'abord intitulé Gestehen Sie, Dr. Kordes. Il est basé sur des événements réels qui ont eu lieu à Steyr en Haute-Autriche en 1955. Une infirmière de 25 ans avait été maltraitée et tuée. L'anesthésiste Günther Hoflehner, qui travaille à l'hôpital public de la ville, fut impliqué dans une affaire de meurtre sans que ce soit sa faute. Le médecin, dont on pouvait prouver qu'il entretenait une relation avec l'infirmière, fut sérieusement soupçonné de meurtre. Au cours des interrogatoires, il est pris dans des contradictions, de sorte qu'il est placé en garde à vue. Ce n'est qu'après 187 jours de prison qu'il s'avère que les accusations sont fausses. L'acte est finalement attribué au tueur en série Alfred Engleder (de), arrêté en 1957. Au lieu d'aligner l'intrigue du film sur la spectaculaire série de meurtres, Stemmle se concentre sur l'erreur judiciaire dramatique.
Les prises de vue en extérieur sont tournées à Goslar et dans les environs. Les prises de vue intérieures ont lieu dans les studios CCC-Film à Berlin-Haselhorst.